# 時重初熊

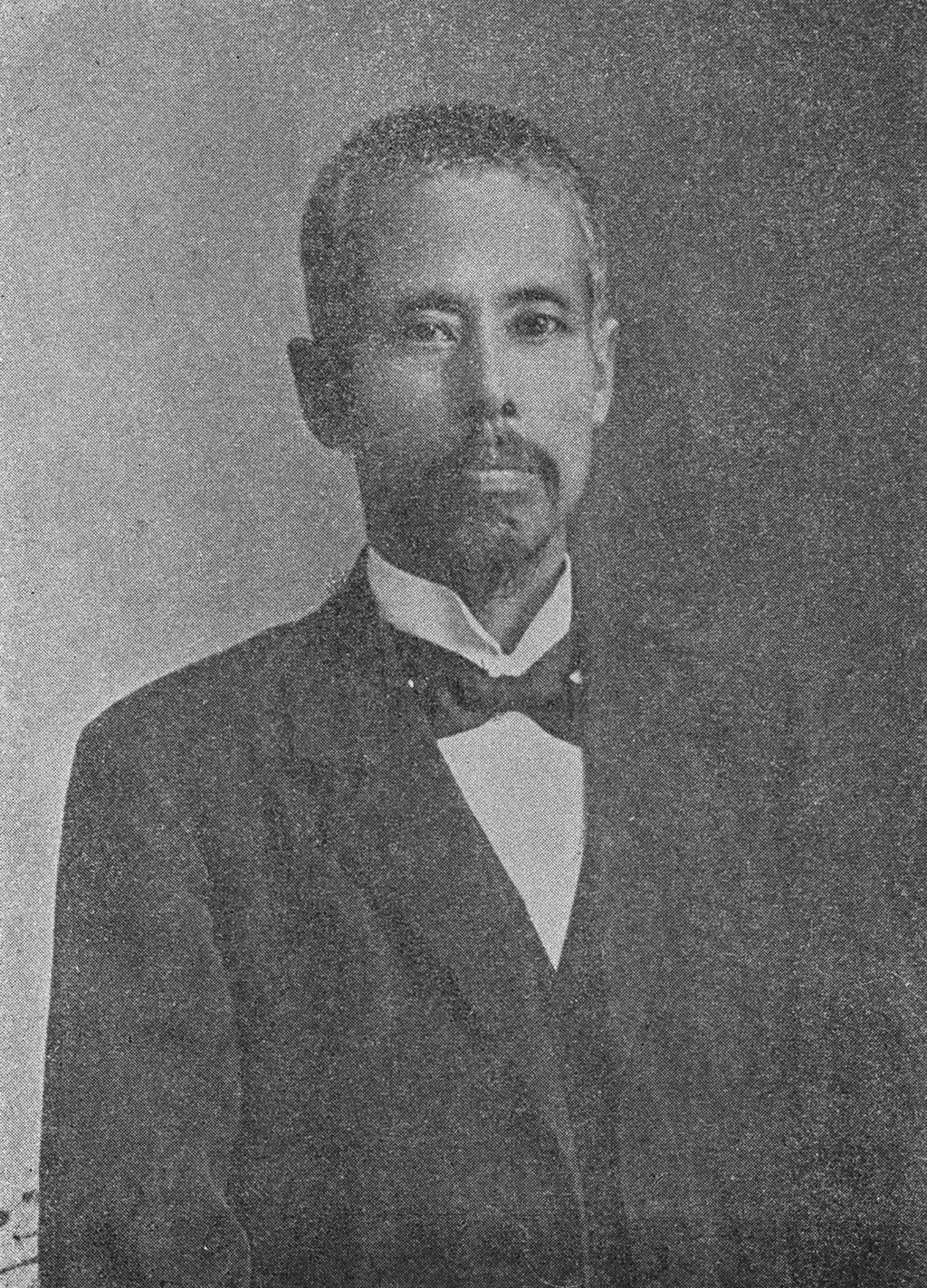
時重初熊

時重 初熊（ときしげ はつくま、安政6年11月28日（1859年12月21日） - 大正2年（1913年）4月19日）は、日本の獣医学者。

## 業績
東北地方の産馬地に蔓延した馬の仮性皮疽の原因究明および治療法の確立と予防、羊の腸結節の原因である寄生虫の発見や血清の創設、牛疫の国内流入を防ぐため朝鮮における牛疫調査に功績がある。その他ヒムシ病、結核、ダニ熱を研究し各種予防液血清、診断薬の製造、原因不明の伝染病の研究指導を行い日本獣医学の祖とされる。

## 人物
周防国都濃郡戸田村（現在の山口県周南市）出身。1859年（安政6年）時重音二郎の長男として生まれる。1871年（明治4年）17才の時に小学校員養成所を卒業後、宮市小学（現在の防府市立松崎小学校）、末武北村立花岡小学校（現在の下松市立花岡小学校）の教員となるが、辞職し上京。立教学校（現・立教大学）で学ぶ。1880年（明治13年）駒場農学校（現 東京大学農学部）に入学し、1885年（明治18年）駒場農学校獣医学科を首席で卒業。同校の助教授、後に教授となる。1898年（明治31年）から1902年（明治35年）まで約3年間ドイツに留学し細菌学者ロベルト・コッホなどに免疫血清法を学ぶ。1904年（明治37年）農商務省獣疫研究室（現 動物衛生研究所）主任を兼任。1907年（明治40年）頃から朝鮮の牛疫を調査。1913年（大正2年）死去。

## 栄典
- 1900年（明治33年）2月20日 - 従六位[6]
- 1904年（明治37年）5月10日 - 従五位[7]
- 1912年（明治45年）4月30日 - 従四位[8]